# Rosman García
Pour les articles homonymes, voir García.
Rosman García (3 janvier 1979 - 29 décembre 2011 Aragua) est un lanceur droitier de baseball ayant joué dans les Ligues majeures avec les Rangers du Texas.

## Biographie
Rosman García, né le 3 janvier 1979 à Maracay au Venezuela, signe son premier contrat professionnel avec les Yankees de New York en 1996. Après quelques années en ligues mineures, les Yankees le transfèrent chez les Rangers du Texas en 2001 en retour de Randy Velarde. García débute dans les Ligues majeures avec les Rangers le 19 avril 2003.
Il dispute deux saisons, 2003 et 2004, avec l'équipe du Texas. Le lanceur de relève a une victoire et deux défaites à sa fiche avec une moyenne de points mérités de 5,94 en 53 manches lancées. Il joue au total 50 matchs avec les Rangers. Après avoir brièvement joué en ligue mineure avec un club-école des Orioles de Baltimore, il joue plusieurs années dans la Ligue mexicaine de baseball avec les Diablos Rojos del México, les Tecolotes de Nuevo Laredo, les Guerreros de Oaxaca et les Sultanes de Monterrey.
Il dispute la Série des Caraïbes de 2007 avec l'équipe vénézuélienne d'Aragua et celle de 2011 avec les Caribes de Anzoátegui.
Il meurt dans un accident de la route le 29 décembre 2011 près de Caracas au Venezuela quelques jours avant son 33e anniversaire. Il s'alignait à ce moment-là avec une équipe de la Ligue vénézuélienne de baseball professionnel, les Tigres de Aragua.